# Хмельницкий, Юлий Осипович
Юлий Осипович Хмельницкий (15 (28) декабря 1904 — 27 ноября 1997) — советский и российский театральный актёр, режиссёр театра и кино, Народный артист РСФСР (1960); прославился как режиссёр фильма «Мистер Икс» по оперетте Имре Кальмана «Принцесса цирка».

## Биография
Как актёр начал выступать на сцене Камерного театра А. Таирова, где стал первым исполнителем роли Мэкки в первой постановке «Трёхгрошовой оперы» — «Оперы нищих» в России. За два года до закрытия таировского театра Ю. О. Хмельницкий ушёл сначала в Московский театр оперетты, а затем как режиссёр руководил тремя музыкальными театрами — в Ленинграде, Волгограде и Краснодаре.
В Ленинградском театре музыкальной комедии Хмельницкий создал легендарную труппу актёров. В этом театре он поставил такие спектакли как «Поцелуй Чаниты» Г. С. Милютина, «Герцогиню Герольштейнскую» Ж. Оффенбаха, «Фиалку Монмартра» И. Кальмана и «Цыганскую любовь» Ф. Легара с Вячеславом Тимошиным в главной роли.
Вместе с женой Натальей Гориной, тоже актрисой Камерного театра, преподавал в театральных вузах Москвы.
В 1957 году начал снимать свой первый и единственный фильм «Мистер Икс» с Георгом Отсом в главной роли. Фильм возник на основе его собственной театральной постановки 1956 года. В фильме снялись также Марина Юрасова, Анатолий Королькевич, Зоя Виноградова, Николай Каширский, Гликерия Богданова-Чеснокова и Ефим Копелян.
Автор пьесы и первый режиссёр-постановщик музыкальной комедии Оскара Фельцмана «Донна Люция, или Здрасьте, я ваша тетя» в Краснодарском театре оперетты (1973).
Похоронен на Ваганьковском кладбище.

## Семья
Жена Наталья Михайловна Горина (1901—1967), актриса.
Дочь Марина Юльевна Хмельницкая (1 декабря 1940 — 3 февраля 2014) — ректор ГИТИСа в 2000—2009 гг.
Дочь Хмельницкая Галина Юльевна (р. 6 марта 1945) - преподаватель иностранного языка.

## Фильмография
- 1935 — Новый Гулливер
- 1958 — Мистер Икс

## Звания и награды
- Заслуженный артист РСФСР (28 января 1945)
- Заслуженный деятель искусств РСФСР (1 сентября 1955)
- Народный артист РСФСР (3 марта 1960)